# Selenops lunatus
Selenops lunatus är en spindelart som beskrevs av Muma 1953. Selenops lunatus ingår i släktet Selenops och familjen Selenopidae.
Artens utbredningsområde är Jamaica. Inga underarter finns listade i Catalogue of Life.